# 岐阜県道185号伊自良本巣線
岐阜県道185号伊自良本巣線（ぎふけんどう185ごう いじらもとすせん）は、岐阜県山県市から同県本巣市に至る一般県道である。

## 概要

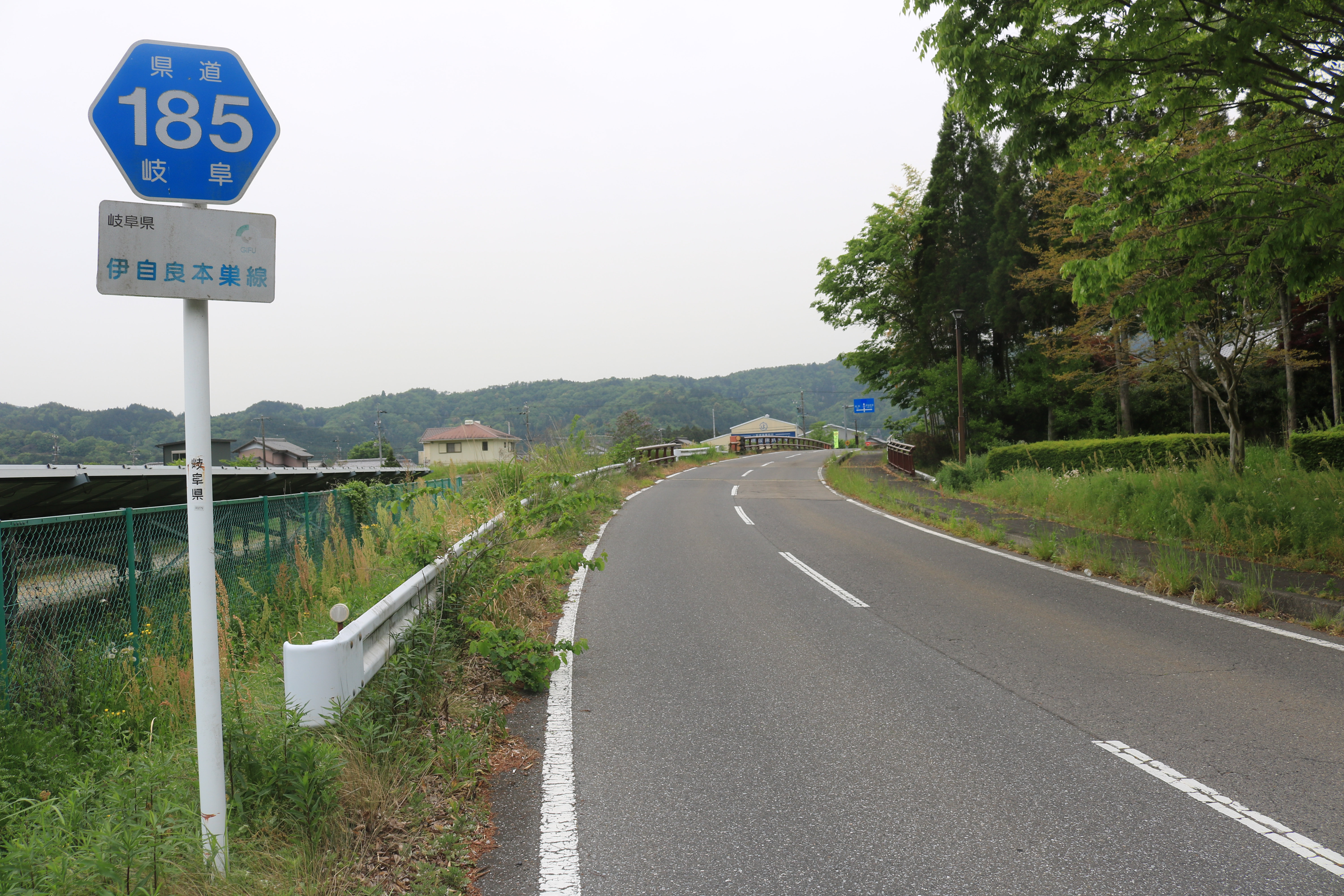
岐阜県道185号伊自良本巣線、山県市上願にて

### 路線データ
- 起点：岐阜県山県市上願（岐阜県道91号岐阜美山線交点）
- 終点：岐阜県本巣市

## 沿革
- 1977年（昭和52年）2月27日 - 認定[1]

## 通過する自治体
- 岐阜県
  - 山県市
  - 本巣市

## 接続する道路
- 岐阜県道91号岐阜美山線（山県市上願地内）

この間未開通区間あり（山県市松尾地内（山県市・本巣市境付近） - 終点）
- （終点）

## 周辺
- KVK岐阜工場グラウンド